# Бойова обстановка

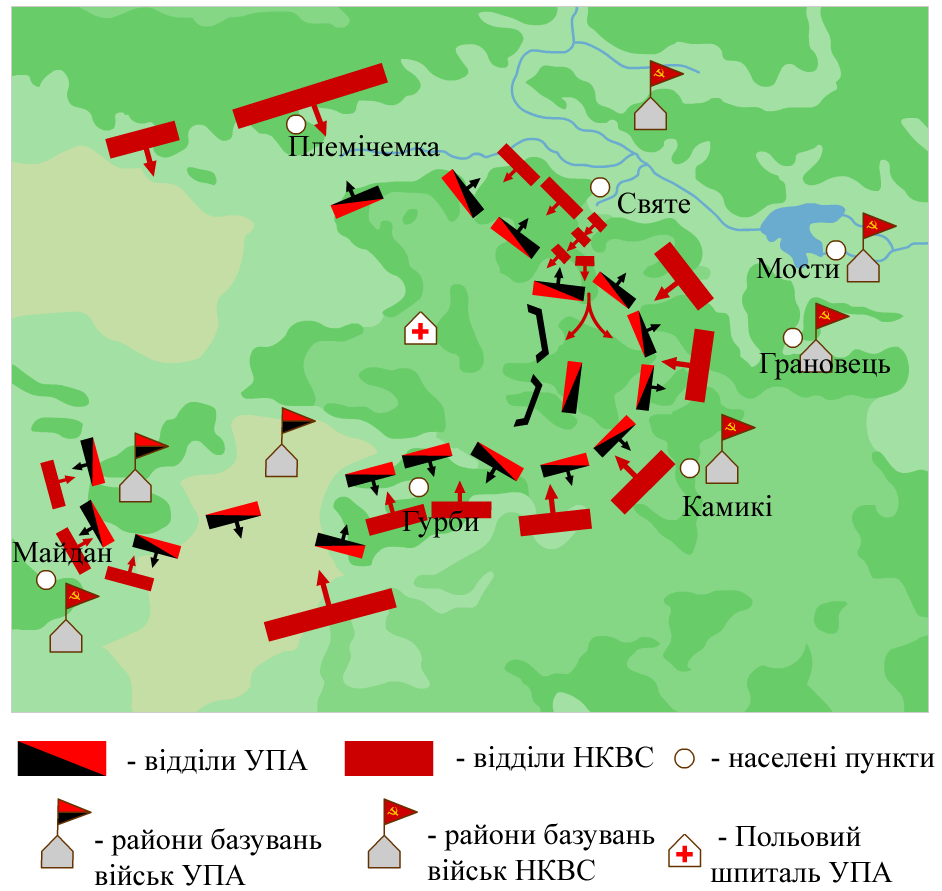
Обстановка під Гурбами. Бій між військами НКВС СРСР та УПА. 1944 р.

Бойова обстановка — стан військових частин, підрозділів (кораблів, літаків) під час здійснення ними тактичних дій по виконанню бойових завдань в обмеженому районі протягом короткого часу.
Найважливішими факторами бойової обстановки є:
- стан сил противника (склад, боєздатність, угрупування, наміри і можливий характер дій);
- стан своїх військ, включаючи сусідів (склад, положення, укомплектованість, забезпеченість, морально-бойові якості, боєздатність і бойові можливості);
- характер місцевості (рельєф, наявність природних  укриттів і перешкод, умови спостереження, стан доріг) і ступінь її радіоактивного, хімічного та біологічного зараження;
- кліматичні, гідрометеорологічні і топогеодезичні дані;
- час року і доби;
- терміни підготовки до бойових дій і виконання поставленого бойового завдання;
- економічний стан району бойових дій;
- соціально-політичне життя, склад і настрої місцевого населення.

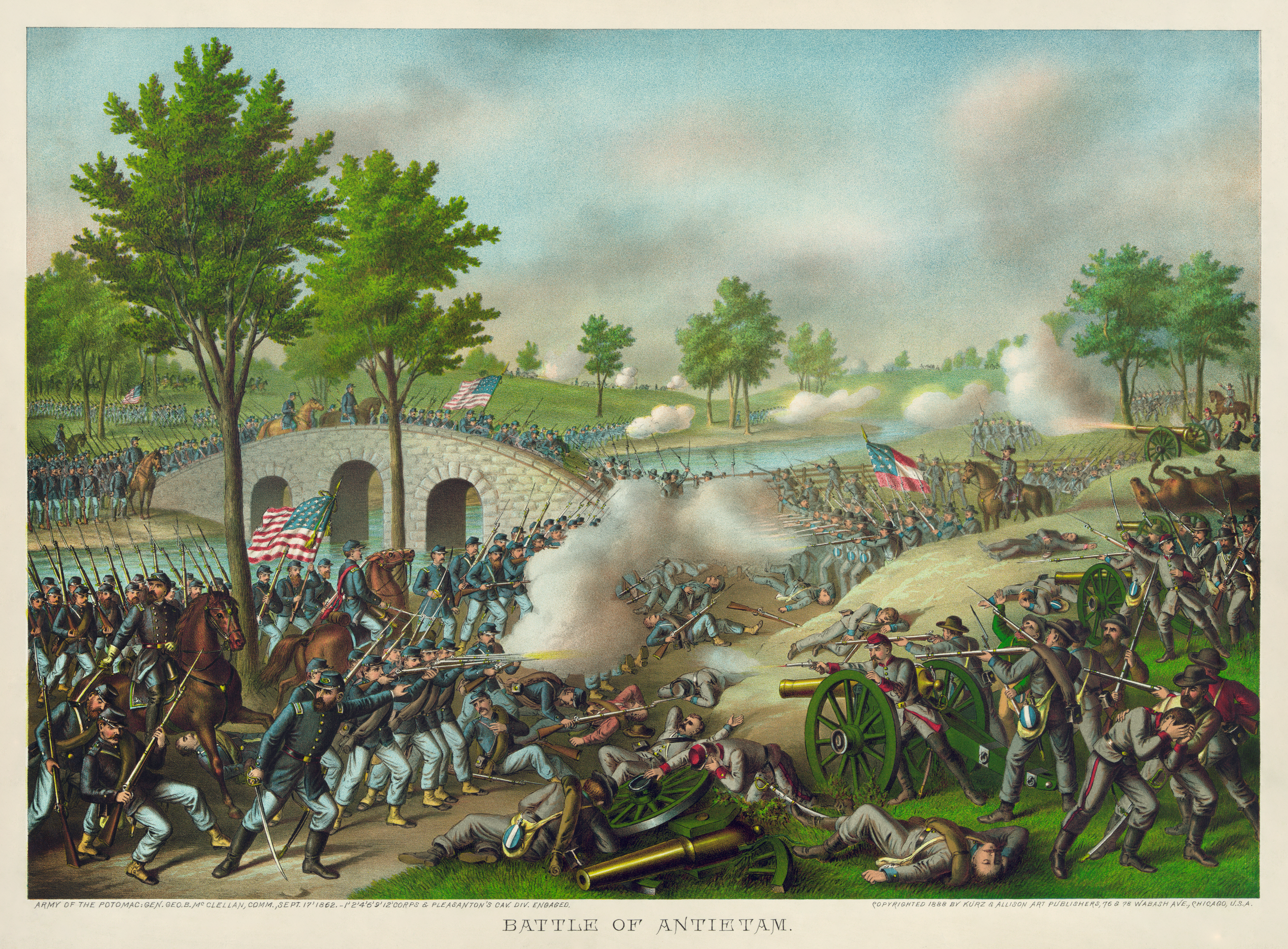

Командир зобов'язаний всебічно оцінити всі умови бойової обстановки і правильно використати їх для досягнення успіху. Висновки з оцінки обстановки є підставою для прийняття рішення про бій.
Відомості про обстановку здобуваються усіма можливими способами: через особисті спостережння командира та інших осіб за діями противника і своїх військ; розвідкою противника, місцевості і вивченням даних розвідки всіх видів; заслуховуванням доповідей підлеглих командирів; використанням інформації вищестоячого командира (штабу) і сусідів; допитом полонених, перебіжчиків, опитуванням місцевих жителів тощо.
Збір і вивчення даних обстановки організується і здійснюється командирами і штабами всіх ступенів як при підготовці, так і в ході бойових дій.
|                                     | Противник завершивши відмобілізування проводить бойове злагодження і зосереджує війська поблизу державного кордону. Авіація противника, не порушуючи кордону, веде розвідку. 2. 1MB особовим складом, озброєнням та бойовою технікою укомплектований відповідно до штату (100%). Морально-психологічний стан особового складу - добрий. Забезпечення засобами індивідуального захисту - повне. Взводу придане гранатометне відділення.1MB переходить до сторожової охорони 1/10 МЕР, що зосередилась в районі викл. Колябіно (1716), перехрестя доріг 1 км на Пд від Сичівка (1713), викл. Надіждинськ, відм. 331,4 (0914,3). Батальйон проводить інженерне обладнання району, бойове злагодження та заходи по бойовому забезпеченню, підготовку техніки та озброєння до бойового застосування. Командирам відділень організувати взаємодію з приданими гранатометними розрахунками. Місцевість перед переднім краєм сторожової охорони відкрита, малої пересіченості, добре проглядається, що з іншого боку вимагає інтенсивного маскування. Висування противника на правому і лівому флангах буде ускладнюватись тільки через наявність селищ Ісаківка та Дідівка. Місцевість придатна для застосування танків та БМП. Захисні властивості місцевості від ЗМУ недостатні. Місцевість дозволяє проводити маневр вогневими засобами на загрозливому напрямку.Вихід передових підрозділів противника до району розташування можлива через 6-8 годин, що вимагає для спостереження приладів нічного бачення. Стан погоди значного впливу на ведення бойових дій чинити не буде. |
| — Приклад оцінки бойової обстановки | |